# СТАН (літературне об'єдання)
Літературне угруповання «СТАН» — у минулому літературне об'єднання засноване в Луганську 1999 року місцевим поетом Олександром Сігідою. Спільнота була створена як альтернатива письменницьким союзам і мала на меті надати голос донбаським літераторам. Керівним органом угрупування була так звана «реввійськрада».
Навесні 2014 року засновник та частина керівництва СТАНу підтримала окупацію Східної України Росією і стали учасниками літературного життя терористичних угруповань ЛНР та ДНР. Зокрема, Сігіда 2014 року став головою, а Олена Заславська — членом так званого «Союзу письменників ЛНР». Після цього решта членів організації її покинули та роз'їхались. Зокрема Ярослав Мінкін переїхав до Івано-Франківська, Костянтин Скоркін — до Москви, Костянтин Рєуцький — до Києва.
Згодом Мінкін перезапустив організацію та перетворивши її з літературного об'єднання «СТАН» у молодіжну організацію «СТАН» зі штаб-квартирою у Франківську.

## Склад

Перемога ЛУ «СТАН» на Головному Київському слемі (Хаданович, Заславська, Мінкін), 2008

Учасниками угруповання були радикальні письменники, філософи, художники, журналісти, педагоги та студенти Донбасу. Керівним органом була так звана «реввійськрада», до якої у різні роки, окрім Сігіди, входили Ярослав Мінкін, Костянтин Скоркін, Олена Заславська, Олександр Хубєтов, Костянтин Рєуцький та Любов Якимчук.
Серед прихильників — видатна жінка-парашутист Валентина Закорецька (1947–2010), український письменник Юрій Покальчук (1941–2008), український письменник Сергій Жадан та білоруський письменник Андрій Хаданович.

## Витоки

### Історичні передумови

Скоркін на першому Луганському Слемі, 2007

1999 року в Луганську поетом і філософом Олександром Сігідою, було засновано літугрупування «СТАН» як альтернативу офіційним письменницьким союзам. Важливу роль на первинному етапі існування угрупування відігравали протистояння з анархічними формами організації письменницького життя НСПУ. З початку заснування, авторам ЛУ «СТАН» властивий космополітизм та відмова від української мови творів на користь російської, прагнення позначити існування самобутньої нової культури Луганщини, розкриття соціокультурних особливостей Донбасу.

### Лінгвістичні особливості
Мовною особливістю поезії письменників СТАНУ є вкраплення, на додачу до основної російської, також і декількох фраз українською. За визначенням самих авторів, зведення в межах одного літературного фактурного прошарку тексту декількох мовних пластів («логосів» цих мов: української (високої державної мови), суржика (низької), та російської (мови культури, релігійно-філософської, наукової, побутової), призводить до надання тексту білінгвістичного забарвлення, що природно сприймається жителями Донбаського регіону й сприяло повнішої передачі картини світу, де люди розмовляють російською, але добре розуміють українську.
Автори угруповання російськомовні (але додають «вкраплення» української до своїх творів). Для досягнення функцій ідеологічної напруженості мови і послідовного зношування літературних одиниць, автори також використовують суржикові утворення.
Суржик — це окреме барвисте явище, суміш офіційного й літературного з народом. Суржик — величезний айсберг, що пливе створюючи нові горизонти для творчості. Він як живий організм, що росте, допомагаючи тим сами створювати нові літературні форми (поет СТАНу Олександр Хубєтов)Оригінальний текст (рос.)
… Суржик — это отдельное колоритное явление, смесь официального и литературного с народным. Суржик — огромный айсберг, который плывёт, создавая новые горизонты для творчества. Он как живой организм, который растёт, помогая тем самым отражать и создавать новые литературные формы.

Суржик - це мовна реальність, що з'являється унаслідок певних культурно-історичних умов. суржик - живе явище, що має право на існування. Саме симбіози, мутації й схрещення літературних одиниць сприяють відображенню мовної реальності. (публіцист та письменник СТАНу Костянтин Скоркін)Оригінальний текст (рос.)
… «Суржик — это языковая реальность, которая возникает вследствии определённых культурно-исторических условий. Суржик — живое явление, имеющие право на существование. Именно симбиозы, мутации и скрещивания литературных единиц способствуют отражению языковой реальности».

### Літературні особливості
Вплив на формування ідеології мали філософські переконання Олександра Сігіди, Костянтина Скоркіна, Олександра Хубетова. У текстах, що належать авторам ЛГ «СТАН», часто використовуються топонімічні назви пізніх часів сарматів, помітний вплив мови ідиш.
Зіткнення Великого Міста і Дикого Степу, життя у великих промислових містах, що стоять на семи вітрах, знайшли своє відображення в більшості творів членів Літературного угрупування «СТАН».
Авторам характерна фрагментарність («кліповість») подачі матеріалу, багатозначність загальноприйнятих понять, швидка зміна масштабів оповідання, відсутність роз'яснення образності, художні нагромадження, насиченість метафор.

## Напрями діяльності

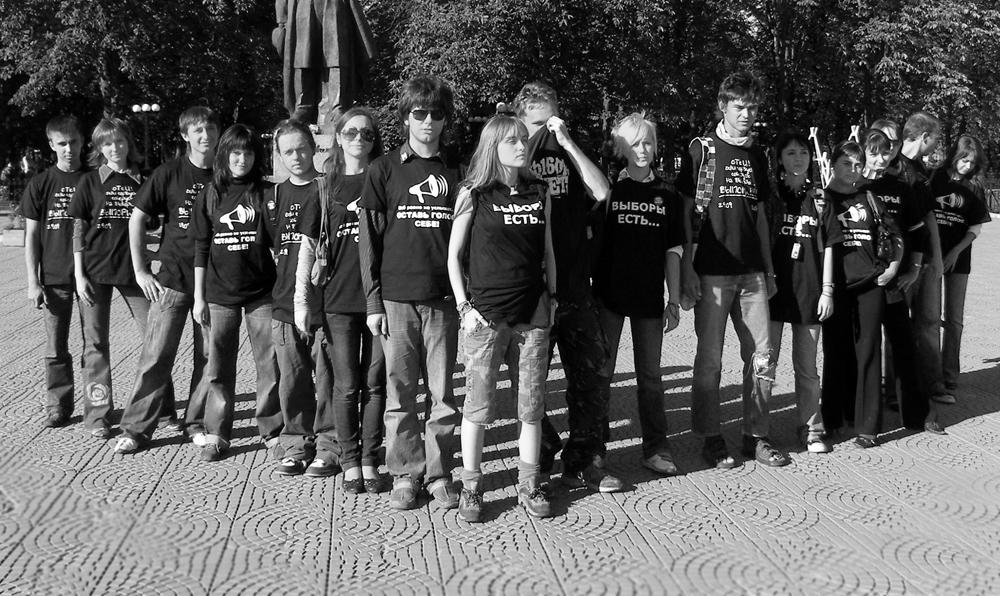
Бойкот виборів в Україні активістами СТАН, 2007

«СТАН» організовує події в областях України, однак ядро організації незмінно знаходиться у Луганську (до 2014) й у Івано-Франківську (з 2014).
Серед видів діяльності угрупування, можна виділити:
- Вплив на літературний процес в Донбаському регіоні та в Україні;
- Розвиток міжкультурного діалогу і взаємна інтеграція через мистецтво;
- Інформування громадськості про культурні події й формування громадської думки;
- Підтримка сучасного мистецтва;
- Літературний процес
- Акціонізм і естетичний протест

Після суттєвого погіршення стану демократії в Україні після приходу до влади Віктора Януковича та Партії Регіонів, Літературне угрупування «СТАН» спрямувало свої сили на розв'язання соціальних проблем українського суспільства засобами сучасного мистецтва.

## Розвиток міжкультурного діалогу і взаємна інтеграція через мистецтво
ЛУ «СТАН» проектує свою діяльність на діалогічно культурну співпрацю українських діячів мистецтва з колегами з Євросоюзу.
Мислити глобально, діяти локально — це принцип, якого дотримується «СТАН» у своїй поточній повсякденній діяльності. Одне з наших головних завдань пов'язати місцевий, луганський контекст з глобальними європейськими культурними процесами. Адже реальна євроінтеграція народжується не в кабінетах бюрократів, а в ході культурного діалогу, спілкування діячів мистецтва з різних країн. Не варто недооцінювати вплив сучасного мистецтва на розвиток демократії в Україні (голова правління ЛУ «СТАН» Ярослав Мінкін)Оригінальний текст (рос.)
. . .Мыслить глобально, действовать локально — это принцип, которого придерживается СТАН в своей текущей повседневной деятельности. Одна из наших главных задач связать местный, луганский контекст с глобальными европейскими культурными процессами. Ведь реальная евроинтеграция рождается не в кабинетах бюрократов, а в ходе культурного диалога, общения деятелей искусства из разных стран. Не стоит недооценивать влияния современного искусства на развитие демократии в Украине.

## Інформування громадськості про культурні події і формування громадської думки
У сучасних ЗМІ України переважають провінційний або інерційний підходи до освітлення культурних питань, коли культурна журналістика існує, як необов'язковий додаток, який доручають некомпетентним журналістам. На думку лідерів Літературного угрупування «СТАН» саме тому в сучасному українському суспільстві панує байдуже відношення до культури і гуманітарної політики держави.

### Портал «Тиск світла»
Двомовний російсько-український інтернет-портал новин культури «Тиск світла» (рос. «Давление света») є рупором Літературного угруповання. Інтернет-ресурс був створений у 2002 році для підтримки літературного процесу, освітлення культурних подій на Сході України й сприяння міжкультурному діалогу. До аналітичної групи порталу «Тиск світла» входять як професійні журналісти й учені, так і письменники, поети і художники. Сайт пов'язує різнорівневі культурні контексти, об'єднує спільноти художників і журналістів, що працюють з культурною тематикою. Специфіка порталу полягає в його двомовності, завдяки чому «Тиск світла» сприяє не лише культурній інтеграції в Європейський Союз, але і підсилює російсько-український культурний діалог.
Головний редактор порталу новин культури «Тиск світла» — Олена Заславська. Технічний директор — Філіп Борисов. Керівник аналітичної групи — Костянтин Скоркін.

### Мережа журналістів і діячів культури
Формування мережі журналістів і діячів культури для широкого освітлення культурних подій в Україні і пропаганди сучасного мистецтва. На даний момент інформацію від ЛУ «СТАН» публікує понад 50 регіональних і всеукраїнських ЗМІ. Куратором напряму виступає Ярослав Мінкін.

## Підтримка сучасного мистецтва
Діяльність літературного угрупування спрямована на розвиток сучасного вітчизняного мистецтва в контексті світового художнього процесу, формування і реалізацію програм і проектів в області сучасного мистецтва. Серед яких:
- популяризація і підтримка сучасного вітчизняного мистецтва;
- аналітична і науково-інформаційна діяльність у сфері сучасного мистецтва;
- освітня діяльність — семінари, майстер-класи;
- різні форми кураторської роботи, які дозволяють реалізувати виставкові та авдіовізуальні проекти, інсталяції, перформанси, провести відео- і кіноперегляди, творчі зустрічі.

### Програма стажувань
Для підвищення рівня культурної журналістики Літературне угрупування «СТАН» проводить стажування молодих журналістів і редакторів ЗМІ, а також студентів-філологів, культурологів. Куратором стажувань виступає Олена Заславська.

### Обласний дискусійний клуб інтелектуального кіно
Для визначення різноманітних завдань художньо-естетичної освіти і завдань медіаосвітнього характеру ЛУ «СТАН» зорієнтувало кіноклубний рух. В рамках програм — демонстрація кінострічок суперечливого характеру. Для модерації дискусійних тем був сформований інститут експертів. З-поміж яких відомі журналісти, діячі науки й культури.

### Бренд Луганську
2012 року представники угруповання увійшли до групи зі створення бренду Луганська. Розробка бренду була ініційована Луганською міською радою спільно з організацією GIZ.

## Літературний процес
З 2000 року ЛУ «СТАН» стає активним дієвим чинником літературного процесу Донбасу. Члени угрупування — постійні відвідувачі топових літературних тусовок. Серед яких — переможці та фіналісти міжнародних і всеукраїнських конкурсів і слем-турнірів, лауреати фестивалів і володарі почесних літературних премій.

### Міжнародна арена
Літературне угрупування «СТАН» відоме яскравими виступами на міжнародній сцені:
- Олена Заславская на берлінських читаннях Literaturwerkstatt «Zwischen Europa und etwas anderem — Poesie aus der Ukraine» (Німеччина, 2008);
- Любов Якимчук в програмі «Gaude Polonia» (Польща, 2010);
- Ярослав Мінкін зробив літературний захват Європейського Парламенту в Брюсселі[9] (Бельгія, 2011);
- перемога Ярослава Мінкина і Олени Заславської на літературному слем-турнірі «Dzejas Slam»[10] у Ризі (Латвія), 2011;

### Слем-культура
Діяльність Літературного угрупування «СТАН» значною мірою посприяла розвитку літературного слему в Україні. З 2006 року члени ЛУ «СТАН» активно брали участь у поетичних турнірах.
- Олена Заславська у фіналі першого українського літературного слему «ZEX» (Харків, 2006), отримала звання «Голови земної кулі»[11]
- Олександр Сігіда переміг на першому луганському слемі[12] (Луганськ, 2007);
- Ярослав Мінкін змагався у фіналі всеукраїнського турніру «Оберслем» (Харків, 2007);
- Ярослав Мінкін став переможцем регіонального змагання «Конкретний донецький слем»[13] «Конкретный донецкий слэм» (Донецьк, 2008);
- Ярослав Мінкин зайняв перше місце на всеукраїнському слем-турнірі переможців «Великий Київський слем»[14] (Київ, 2008);
- Ярослав Мінкин та Олена Заславська перемогли на літературному слем-турнірі «Dzejas Slam»[15] в Ризі (Латвія, 2011);

### Робота з авторами
Головним рецензентом творчості авторів-початківців є засновник Літературного угрупування «СТАН» Олександр Сігіда. В рамках своєї діяльності з 1999 по 2007 рік він очолював літературну студію "Творче об'єднання «СТАН», здійснював редакторську правку літературних альманахів. Олександр Сігіда дав літературну оцінку понад 300 рукописам, написав близько 50 анотацій і вступних статей до авторських збірок.

## Реалізовані проєкти
Одним з пріоритетних напрямків Літературного угруповання «СТАН» є організація акцій естетичного протесту і культурної непокори.
- Фестиваль «День захисту авангардного мистецтва. В 2002 році проводився фестиваль за участю молодого покоління луганських художників і письменників, присвячений захисту авангардного мистецтва.
- Акція «Антивоєнний мітинг-концерт проти війни в Іраку». 13 квітня 2003 року «СТАН» взяв участь у мітингу проти війни в Іраку.
- Благодійний рок-концерт на користь безпритульних дітей спільно з ГО «Поступ». 27 червня 2003 року «СТАН» взяв участь в благодійному рок-концерті на користь знедолених дітей.
- Акція «СТАН за вибори». 24 жовтня 2004 року проходила культурно-пізнавальна акція «„СТАН“ за вибори» в рамках проекту «Молодь у виборах».
- Акція «бурова уСТАНовка». 14 березня 2007 року проходив добродійний виступ на користь дитячого інтернату в Макіївці.
- Літературний фестиваль-конкурс «Еліта». 11–12 лютого 2006 року відбувся фінал літературного фестивалю-конкурсу «Еліта». Підтримку в організації заходу надали управління культури і туризму Луганської обласної адміністрації, Міжрегіональний союз письменників, а також Східноукраїнська організації письменників імені Володимира Даля. Під час конкурсу були прослухані виступи 25 учасників. У фестивалі взяли участь літератори з Криму, Львова, Черкас, Донецька і Миколаєва.[16]

Скоркін та Заславська проти ФСБ, 2007

- Акція «ФСБ — руки геть від Дзержинського». Учасники акції, що зібралися 21 квітня 2007 року біля пам'ятника Дзержинському в Луганську, протестовали проти публікації Федеральною службою безпеки Російської Федерації романтичного приватного листування видатного комуніста Фелікса Дзержинського з його коханою Маргаритою Ніколевою часів каторжного заслання[17], оскільки це перетворює особисту кореспонденцію відомих людей на предмет міщанських бульварних романів.
- Перший луганський слем. З 28 по 29 квітня 2007 року в Луганську відбувся II Всеукраїнський літературний фестиваль «Тиск Світла». Обласна універсальна наукова бібліотека імені А. М. Горького та Обласний будинок творчої інтелігенції «Світлиця» стали тимчасовим притулком поетів зі всієї України. Другий фестивальний день ознаменувався проходженням першого Луганського поетичного слема, переможцем якого став Олександр Сігіда.[18]

- Революційний перформанс «Літературний Переворот». Учасники ЛУ «СТАН» 17 серпня 2007 року виступили з вимогами серед яких такі: визнати Луганськ літературною столицею України; усьому керівному складу офіційних письменницьких організацій скласти повноваження, і протягом 24 годин після публікації маніфесту, у якому про це йшлося, розпустити свої організації; рядовим членам письменницьких союзів здати членські білети та зібрання власних творів в Ревком СТАНу. Під час акції була презентована художня книга «Переворот» і Маніфест літературного угруповання «СТАН».[19],[20]

- Автопробіг Анархо-Махновієй. Напередодні Дня незалежності України, 23 серпня 2007 року, у Луганську стартував автопробіг областями України, що входили в склад Анархо-Махновії. Так, «бойовий» транспорт літературних повстанців проїхав Луганською, Донецькою, Дніпропетровською та Запорізькою областями на згадку про те, що Нестор Махно не тільки боровся за свободу трудового народу, але в перервах між боями грав на гармошці, виконуючи власні пісні. Акція була спрямована на подолання тотальної ідеологізації культури та присвячена виїзду літературної делегації на батьківщину Нестора Махна до Гуляйполя, де відбувався фестиваль День Незалежності з Махном (організатор фестивалю — Мистецьке об'єднання «Остання барикада»).[21]

Пако і Мінкін. Останній спільний виступ на фестивалі «Київські Лаври», 2008

- Презентація Юрія Покальчука та відкриття «острова Луганськ». Організацією презентації 31 травня 2007 художньої книги Юрія Покальчука «Кама Сутра» (Харків: Фоліо, 2007) взяло на себе ЛУ «СТАН». Після так званого відкриття «острова Луганська» (вираз Покальчука: «Коли я вперше потрапив до Луганська та познайомився зі СТАНом, то зрозумів — це острів з унікальною культурою») містом, як культурним осередком[22], зацікавилися й інші письменники, які перед тим чомусь оминали презентаціями Луганськ.[23],[24].
- Антифашистський фестиваль «Кольори свободи». рамках святкування Дня Міста, 8–9 вересня 2007 року, в Луганську проходив всеукраїнський антифашистський фестиваль графіті «Кольори Свободи». За два дні були забілені фашистські написи на стінах міста, перетворені місця замінили роботами 15-ти райтерів (які завітали з Києва, Запоріжжя, Харкова і Луганська). Акція проходила під гаслом «Расу НЕ вибирають». Захід відбувся за підтримки Луганської міськради.

Акція ЛУ «СТАН» «Вибори є — вибіру немає!», 2007

| ...Нам дуже сподобалося! Райтери не звикли малювати на стінах серед білого дня, адже за це можна потрапити и в міліцію. А тут, в Луганську, для нашої творчості були виділені найкращі стіни міста (безосібні райтери).[25]Оригінальний текст (рос.) . . .Нам очень понравилось! Райтеры не привыкли рисовать на стенах среди бела дня, ведь за это можно угодить в милицию. А здесь, в Луганске, для нашего творчества были выделены лучшие (в смысле местонахождения) стены города. |
- Кампанія «Вибори є — вибору нема». Ряд естетичних акцій бойкоту Виборів Народних Депутатів України був проведений в жовтні 2007 року ЛУ «СТАН», підсумком чого став перформанс «Залиш свій голос собі!» (мовою оригіналу — «Оставь свой голос себе!»). Молоді художники та літератори із заклеєними чорним скотчем ротами та за допомогою мови жестів закликали людей не брати участі в брудній комедії виборів.[26],[27].

|  | ..Голосуючи за ту або іншу політичну силу ми беремо на себе відповідальність за їх дії, ми розв'язуємо їх брудні руки і закриваємо очі на злочини, що творяться. Пора зрозуміти, що жодна політична сила не здатна вивести країну з кризи. Лише Культурна Революція, лише повна Свобода і народовладдя здатне змінити хід історії. Ми відкрито закликаємо не ходити на вибори і не бруднити руки об бюлетені. Україна повинна стати вільною і незалежною!(голова правління ЛУ «СТАН» Ярослав Мінкін)Оригінальний текст (рос.) . . .Голосуя за ту или иную политическую силу мы берем на себя ответственность за их действия, мы развязываем их грязные руки и закрываем глаза на творящиеся злодеяния. Пора понять, что ни одна политическая сила не способна вывести страну из кризиса. Только Культурная Революция, только полная Свобода и народовластие способно изменить ход истории. Мы открыто призываем не ходить на выборы и не пачкать руки о бюллетени. Украина должна стать свободной и независимой! |

- Акція «Інтелектуальні бої без правил». 24 жовтня 2007 року у форматі круглого столу проходила акція «Інтелектуальні бої без правил», організаторами заходу виступили ЛГ СТАН спільно з Філософською Монтенівською громадою. Круглий стіл був присвячений обговоренню книги «Анафема Маяковського або апокаліпсис XX століття». В ході дискусії її автор, московський письменник, дослідник творчості Володимира Маяковського Броніслав Горб намагався переконати учасників дискусії в тому, що поет був ярим критиком комуністичного режиму і не підтримував революційних змін в країні. Опонентом виступив видний лівий інтелектуал Арсентій Атоян.
- Акція «Велика Листопадова книжкова революція». 9 листопада 2007 року відбулася акція, присвячена Дню української писемності. Організацією книжкового флеш-моба в місті Луганську займалися ЛГ «СТАН» спільно з видавництвом «Фоліо». Агітаційно-популяризаторські принципи акції, що проводилися, включали ряд проблем, пов'язаних з нераціональним підходом книжкових магазинів до продажу української літератури.[28]
- Фестиваль „Докудейс ЮА“. В листопаді 2007 року відбувся Четвертий Міжнародний фестиваль документального кіно про права людини „Український контекст“. В рамках заходу були представлені яскраві кінострічки, відмічені журі і глядачами фестивалю на прем'єрних показах в Києві. У Луганську показ фільмів Міжнародного фестивалю пройшов під назвою „Докудейс ЮА“. Кінострічки освітлювали широкий спектр правових і соціальних проблем. Організація тематичного кінофестивалю в Луганську, була ініційована Благодійним фондом „Жива традиція“ спільно з ЛУ „СТАН“.[29]
- Акція „Крижане представлення“. 16 лютого 2008 року ЛУ „СТАН“ спільно з театром „Homo ludens“ проводив акцію, основану на синтезі літератури і театру на „молекулярному“ рівні. У постановці театру „Homo ludens“ кожне слово в діях візуалізувалося, що допомогло створити безкінечний асоціативний ряд у свідомості у глядача.

- Арт-терористичний фестиваль у трамваї „ПовСТАНня“. Захопленням трамваю № 6 у Луганську 29 лютого 2008 року стартував Арт-терористичний фестиваль актуального мистецтва „ПовСТАНня“. Фестиваль був протестом проти спроб місцевих урядовців залишити місто без такого екологічно чистого транспорту, як трамвай, який у Європі навпаки у різний спосіб підтримується владою. Не випадково учасниками було обрано і маршрут, який проходить колишньою лінією фронту часів Другої світової війни — вулицею Оборонною. Більш як триста учасників акції, скандуючи „Мир! Труд! Трамвай!“, а також „Трамвай — не засіб пересування, а простір для творчості“, проїхали центром міста під знаменами ЛУ „СТАН“ і вперше відверто заявили про початок культурного опору в Україні. У захопленому арт-терористами трамваї відбулося відкриття виставки образотворчого мистецтва, літературні читання та виступ музикантів.[30]
- Акція „З днем народження“. 7 квітня 2008 року відбувся флеш-моб, присвячений дню народженню, „патріархові східноукраїнського неомодерна“— Василю Голобородько. Учасники акції вітали перехожих з днем народження і дарували їм видрукований на листах паперу вірш письменника „Золотий птах“.

. . . „З днем народження!“ — лише перший крок до того, що Голобородько читатимуть не лише в перекладі на англійський, німецький, французький, іспанський, португальський або польський, але й в оригіналі, на його Батьківщині.(поетеса Любов Якимчук)

- Фестиваль „Білоруська весна“. 16-17 квітня 2008 року в Луганську були проведені кінопокази, що увійшли до програми фестивалю „Білоруська весна“. Ідейні орієнтири фестивалю були зосереджені на прагненні показати українському глядачеві свіжу і яскраву білоруську культуру.

. . . Попри те, що білоруси є найбільш близьким до нас народом, нам майже нічого не відомо про сучасну білоруську культуру (координатор фестивалю Олександр Демченко)Оригінальний текст (рос.)
Не смотря на то, что белорусы являются наиболее близким для нас народом, нам почти ничего не известно про современную белорусскую культуру.

Логотипом проекту став підводний човен кольорів національного прапора Білорусі, символізм якого передбачав занурення в непізнані глибини білоруської культури, прихованої під товщею кліше і стереотипів.
- «Дівчата знімають дівчат» (фотовиставка і перформанс). 4 травня 2008 року ЛУ «СТАН» спільно з Луганським відділенням Національного союзу фотохудожників України реалізувало синтетичний проект «Дівчата знімають дівчат». В рамках заходу було представлено близько 70 робіт фотографів з Луганська, Донецька, Києва, проходили літературні читання, боді-арт-перформенси. Їх метою було показати багатогранність жінки.[34]

- Фестиваль «Кіно під зірками». 31 травня 2008 року проходив нічний фестиваль соціальних юнацьких фільмів просто неба. Демонстрація документальних і художніх кінострічок, спрямованістю на проблеми сучасної молоді була ініційована ЛУ «СТАН».

- Фестиваль «Заводна відбивна». 18-19 жовтня 2008 року ЛУ «СТАН» спільно з Луганським дискусійним клубом інтелектуального кіно та Організацією «Street art of Lugansk» проводили антиглобалістичний фестиваль, підсумком якого стала виставка соціальної художньої фотографії «Фотореальність». Фестиваль був спрямован проти негативних наслідків глобалізації. Революційно-культурні способи запобігання духовному регресу знайшли відображення у концептуальних роботах художників, фотографів та стріарті команд [D&K], M&M, Gkольори.

- Акція «OTRO CIELO». 15 листопада 2008 року ЛУ «СТАН» презентувало програму «OTRO CIELO» — заглянь в «інше піднебіння»! Захід присвячувався пам'яті українського письменника і мандрівника Юрія Покальчука. Музиканти, художники, літератори зі всієї України зібралися у Луганську, щоб пошанувати пам'ять поета. В рамках програми відбувся виступ групи «Собаки's брешуть» і був презентований соціальний плакат від Mr.WHAT'а.

… Ми хочемо віддати данину людині, яка багато що зробила для того, щоб Луганськ перестав бути «білою плямою» для культурного життя України. Важко писати меморіальні рядки, важко знайти потрібний тон, щоб не збитися у вульгарність, важко знайти потрібні слова. Скажу коротко — Юрій Покальчук допоміг мені в здійсненні, хоч би частковому, моєї мрії. Мрії про те, щоб Луганськ, нарешті, перестав бути страховищем для України і по заслугах зайняв би своє гідне місце на карті сучасного мистецтва. Щоб принизливий статус глухої провінції зійшов у небуття. Важко знайти союзників в боротьбі проти болота, коли одні вважають, що «так і треба», а інші вважають болото природним місцем існування. Покальчук виявився вірним союзником і другом. (публіцист і письменник Костянтин Скоркін)Оригінальний текст (рос.)
Мы хотим отдать дань человеку, который многое сделал для того, чтобы Луганск перестал быть «белым пятном» для культурной жизни Украины. Трудно писать мемориальные строки, трудно найти нужный тон, чтобы не сбиться в пошлость, трудно найти нужные слова. Скажу коротко — Юрий Покальчук помог мне в осуществлении, хотя бы частичном, моей мечты. Мечты о том, чтобы Луганск, наконец, перестал быть пугалом для Украины и по заслугам занял бы свое достойное место на карте современного искусства. Чтобы унизительный статус глухой провинции ушел в небытие. Трудно найти союзников в борьбе против болота, когда одни считают, что «так и надо», а другие считают болото естественной средой обитания. Покальчук оказался верным союзником и другом. (публицист и писатель Константин Скоркин)

- Акція «Пасіка». 25 грудня 2008 року ЛУ «СТАН» спільно з Луганським Дискусійним Клубом Інтелектуального Кіно організував новорічний гепенінг «Танець Бджоли», на основі демонстрації легендарного андеграундного фільму «ПАСІКА».

- Акція «КУЛІ ТРЕБА?!». 22 травня 2009 року в Луганську була проведена арт-вечірка, присвячена 10-літтю ЛУ «СТАН». Закінчення другого п'ятирічного циклу роботи організації офіційно відбулося на прес-конференції в приміщенні КБО «Дзига». В рамках якої були представлені матеріали по найбільш загадковим акціям угрупування: «ФСБ, руки геть від Дзержинського», «Літературний переворот», «Автопробіг по Анархо-Махновією», «Захват трамваю» та остаточному розпуску всіх офіційних письменницьких союзів України, як прибічників окупаційного політичного режиму. Урочисте святкування десятиліття Літературного Угрупування «СТАН» було відкрито святковим парадом повстанців естетичних протестів.

. . . «КУЛІ ТРЕБА ?!» — це головне питання, на яке нам, людям мистецтва, доведеться відповісти в новому тисячолітті. Адже художник сьогодні — це не просто художник — це особа, здатна вести за собою незгодних, викорчовуючи терни бюрократизму, які стільки років застили нам зірки, і багато хто з присутніх тут може твердо відповісти вам: «КУЛІ ТРЕБА!!!».(голова правління ЛУ «СТАН» Ярослав Мінкін) Оригінальний текст (рос.)
«КУЛІ ТРЕБА ?!» — это главный вопрос, на который нам, людям искусства, придется ответить в новом тысячелетии. Ведь художник сегодня — это не просто художник — это личность, способная вести за собой несогласных, выкорчевывая тернии бюрократизма, которые столько лет застили нам звезды, -и многие из собравшихся здесь могут твердо ответить вам: «КУЛІ ТРЕБА!!!»

. . . «КУЛІ ТРЕБА ?!» — це загальний творчий продукт поетів, музикантів, фотографів і художників. Особливість акції — інтерактивний формат, коли глядач не лише спостерігає, але і активно бере участь в тому, що відбувається"(заступник голови правління ЛУ «СТАН» Олена Заславська)
Оригінальний текст (рос.)
«КУЛІ ТРЕБА ?!» — это общий творческий продукт поэтов, музыкантов, фотографов и художников. Особенность акции — интерактивный формат, когда зритель не только наблюдает, но и активно участвует в происходящем".

- Акція «Гуляймо разом!». 26 серпня 2009 року відбулася арт-вечірка, присвячена приїзду поетів із Західної і Східної України. В рамках заходу були продекламовані вірші поетів, що зібралися, і презентована книга «Лілі Марлен», авторства Сергія Жадана.[37]

- Акція «Змова мовчання». 30 листопада року проходила всеукраїнська акція на підтримку політв'язнів. Організацією акції у Луганську зайнялося ЛУ «СТАН». Акція була спрямована на прорив інформаційної блокади відносно інциденту із затриманням в Києві художника-акціоніста Олександра Володарського. Символічною атрибутикою заходу став рушник з хлібом, в середину якого був увіткнений напилок для художника.

У ході акції відбулася передача петиції на підтримку ув'язненого.
- Аутодафе-перфоменс «У вогонь інквізиторів». 30 березня 2010 року, головний редактор і заступник глави правління ЛГ «СТАН», в протест Міжрегіональному союзу письменників України на виклик її для розбору особистої справи — спалила свій членський квиток. Акція відбулася біля пам'ятника Володимиру Далю.

. . . Цим символічним актом я пориваю зі своїм літературним минулим. Аутодафе — це акт віри, хай ця радянська скориночка, що горить, стане актом моєї віри у свободу творчість без цензорів і літературних бюро. Це очисний вогонь!(заступник глави правління ЛУ «СТАН» Олена Заславська)Оригінальний текст (рос.)
. . . Этим символическим актом я порываю со своим литературным прошлым. Аутодафе — это акт веры, пусть эта горящая советская корочка станет актом моей веры в свободу творчество без цензоров и литературных бюро. Это очищающий огонь!

. . . Ми зібралися біля пам'ятника Володимиру Далю. Хай його тінь стане магічним щитом, що прикриває нас від отруйного випромінювання радянських письменників. Хай Козак Луганський прониже своїм списом гідру міхалковщини, спекторщини, циганковщини і серебряковщини!(публіцист і письменник Костянтин Скоркін)Оригінальний текст (рос.)
Мы собрались возле памятника Владимиру Далю. Пусть его тень станет магическим щитом, прикрывающим нас от ядовитого излучения советских писателей. Пусть Казак Луганский пронзит своим копьем гидру михалковщины, спекторщины, цыганковщины и серебряковщины!

- Акція «Мода на працю». 1 травня 2010 року відбулася популяризаторська акція робочих спеціальностей, направлена на твердження що духовною становить праці як такого. Гаслом заходу сталі слова «Забудемо про престиж-дохід-успішність! За чисту працю, за прекрасну людину!». Візажисти і перукарі допомогли учасникам акції перетворитися в людей праці.

- Прем'єра фільму «Ніцше в Росії». 21 травня 2010 року в рамках засідання Філософського суспільства Монтеневського, одній зі старих інтелектуальних студій Луганська, ЛГ «СТАН» організував українську прем'єру фільму Ніни Шоріної «Ніцше в Росії». Складна і неоднозначна кіномова цієї стрічки викликала жваву полеміку. В ході дискусії, в якій брали участь, як професійні учені-філософи і релігієзнавці, так і рядові глядачі, були висловлені діаметрально протилежні думки по приводу, як про творіння Ніни Шоріної, так і про життя і творчості Ніцше — від категоричного неприйняття до апології.

- Акція «СТАН проти СТАЛІНА».

Мумія Сталіна в Луганську, 2010

Мумія Сталіна, викликана політиками, що заграють з тінями тиранів заради власного піару, розгулювала вулицями Луганська 27 травня 2010 року. Так виглядала акція СТАНу, учасники якої закликали людей писати прізвища репресованих у 30-40 рр. близьких і просто відомих людей на мумії кривавого генсека. Перехожі реагували на акцію сучасної «десталінізації» по-різному, деякі люди похилого віку називали учасників акції «фашистами», натомість молодь писала на бинтах мумії імена репресованих часів сталінського режиму., Акція була викликана встановленням пам'ятника комуністичному вождю в Запоріжжі та розміщенням біґ-бордів із його зображенням у Луганську.

… Зараз в Україні унікальна ситуація … існує величезний інтерес до літератури, насамперед у молоді. Інша справа, що культурне життя проходить в ізольованих лагунах. Це взагалі головна проблема постінформаційного суспільства — люди щось роблять у своєму вузькому колі, і не перетинаються зі своїми однодумцями, через відсутність загальних дискусійних майданчиків, через низький інтерес ЗМІ до культури.
Не можна замикатися в гетто, необхідно долати ізоляцію. Ось луганське літературне угруповання «СТАН» робить велику справу, тим, що намагається налагодити комунікацію між різними культурними прошарками — україномовними, російськомовними. Я намагаюся займатися тим же в Харкові, де багато молодих людей чимось цікавим займаються, але не знають про існування один одного (Сергій Жадан, 2011).
Оригінальний текст (рос.)
Сейчас в Украине уникальная ситуация… существует огромный интерес к литературе, прежде всего у молодежи. Другое дело, что культурная жизнь происходит в изолированных лагунах. Это вообще главная проблема постинформационного общества – люди что-то делают в своем узком кругу, и не пересекаются со своими единомышленниками, из-за отсутствия общих дискуссионных площадок, из-за низкого интереса СМИ к культуре.
Нельзя замыкаться в гетто, необходимо преодолевать изоляцию. Вот луганская литературная группировка «СТАН» делает большое дело, тем, что пытается осуществить коммуникацию между разными культурными слоями – украиноязычными, русскоязычными. Я стараюсь заниматься тем же в Харькове, где многие молодые люди чем-то интересным занимаются, но не знают о существовании другу друга

- Акція «Хороший письменник — мертвий письменник». 11 липня 2010 року ЛУ «СТАН» протестувало проти пропозицій міністра освіти Дмитра Табачника, виключити з шкільної програми письменників, що нині живуть, серед яких класики Ліна Костенко і Василь Голобородько. У ході заходу, акціоністи відправили міністрові нашпінговоную сирим м'ясом шкільну хрестоматію. Активність і радикальність дій ЛУ «СТАН» викликала хвилю публікацій в місцевій і центральній пресі, автори яких звинувачували учасників угрупуваня в політичній ангажованості. Відповіддю на звинувачення стали «Липневі тези», що обґрунтовують потребу художника бути на вістрі протестних настроїв в суспільстві.[43]

. . . Приводом для нашої акції стала заява міністра освіти Дмитра Табачника про те, що зі шкільних хрестоматій по українській літературі необхідно вилучити твори живих, сучасних авторів. При цьому міністр посилається на європейську практику, згідно, якій нібито не прийнято вивчати сучасників. Таким чином, згідно з логікою Табачника — хороший письменник — це мертвий письменник. Ось ми й вирішили презентувати міністрові сьогодні нову хрестоматію, в тому, вигляді як вона виглядатиме. (голова правління ЛУ «СТАН» Ярослав Мінкін)Оригінальний текст (рос.)
. . .Поводом для нашей акции стало заявление министра образования Дмитрия Табачника о том, что из школьных хрестоматий по украинской литературе необходимо изъять произведения живых, современных авторов. При этом министр ссылается на европейскую практику, согласно, которой якобы не принято изучать современников. Таким образом, согласно логике Табачника — хороший писатель — это мертвый писатель. Вот мы и решили презентовать министру сегодня новую хрестоматию, в том, виде как она будет выглядеть уже без живых авторов.

- Фотоконкурс «Луганськ без гриму». Восени 2010 року ЛУ «СТАН» і «Тиск світла» реалізували конкурс соціальної фотографії «Луганськ без гриму». Понад місяць зусиллями фотохудожників і фотоаматорів створювався альтернативний погляд на Луганськ, способом документування проблемних зон. Переможців конкурсу визначало відкрите рейтингове голосування на сайті «Тиск світла». Підсумкова виставка фотоконкурсу відбулася 20 жовтня 2010 року.

- Жива бібліотека. До міжнародного дня толерантності 22 листопада, у Луганську представники ЛУ «СТАН» провели першу регіональну «Живу бібліотеку».

«Жива бібліотека» — це інтерактивний захід, направлений на поширення ідеї міжкультурного діалогу і запобігання расизму і ксенофобії в студентському середовищі. Захід був підготовлений спільно з правозахисним центром «Поступ», за підтримки Міжнародної Організації по Міграції. Луганські студенти спілкувалися з музикантами з Китаю і футболістом з Нігерії, викладачами арабської мови, помічником імама з Татарстана та екстравагантною ромською дівчиною.
- Антологія «Уроки шкідництва, диверсій і шпигунства». 2 вересня 2011 року відбулася презентація нової книги ЛУ «СТАН» з епатажною назвою «Уроки шкідництва, диверсій і шпигунства», запозиченою у пропагандистської брошури часів сталінського терору. Ключова ідея антології — об'єднати під однією обкладинкою поетів, що торкаються у своїх віршах гострих проблем сучасності[45]

. . . Одна з головних проблем сучасної української літератури — це її відрив від дня сьогоднішнього. Створюється відчуття, що наші літератори розумом і серцем живуть або в Радянському Союзі, або в якійсь вигаданій країні, щасливій і європейській. Сьогодні Україна загрузнула у політичній і економічній кризі, і сьогодні, як у всі похмурі часи, повинен звучати голос поетів, що викривають тиранів і що волають до людської гідності. Українська література у величезному боргу перед суспільством, і наша книга — скромна спроба цей борг повернути. (публіцист і письменник Костянтин Скоркін)
Оригінальний текст (рос.)
. . . Одна из главных проблем современной украинской литературы — это ее отрыв от дня сегодняшнего. Создается ощущение, что наши литераторы умом и сердцем живут либо в Советском Союзе, либо в какой-то вымышленной стране, благополучной и европейской. Сегодня Украина погрязла в политическом и экономическом кризисе, и сегодня, как во все мрачные времена, должен звучать голос поэтов, обличающих тиранов и взывающих к человеческому достоинству. Украинская литература в огромном долгу перед обществом, и наша книга — скромная попытка этот долг вернут.(публицист и писатель Константин Скоркин

Серед авторів антології місцеві літературні знаменитості, такі як Олена Заславська, іноземний гість — росіянин Андрій Родіонов і автори всеукраїнського масштабу, представлені Сергієм Жаданом.

. . .Ця антологія — перший крок в розширенні видавничої діяльності нашого літературного угрупування і, відповідно, розширення простору її боротьби. Вперше ми зібрали збірну авторів, що виводить СТАН з розряду суто провінційних, локальних культурних ініціатив. (голова правління ЛУ «СТАН» Ярослав Мінкин)
Оригінальний текст (рос.)
. . .Эта антология — первый шаг в расширении издательской деятельности нашей литературной группировки и, соответственно, расширение пространства ее борьбы. Впервые мы собрали сборную авторов, выводящую СТАН из разряда сугубо провинциальных, локальных культурных инициатив.
(председатель правления ЛГ «СТАН» Ярослав Минкин)

- Антологія жіночої поезії «Із жертв у ліквідатори». Наприкінці 2011 року завдяки підтримці Міжнародного фонду «Відродження» та проекту ЄС «Права жінок і дітей в Україні — комунікаційний компонент» вийшла антологія жіночої поезії проти гендерного насильства «Із жертв у ліквідатори».

Авторство ідеї створення антології належить луганській поетці Олені Заславській. Редактором стала поетка та літературний критик Любов Якимчук, а в ролі упорядника виступив поет і громадський діяч Ярослав Мінкін.
Упорядники антології позиціюють це видання, як інструкцію з ліквідації гендерного насильства в Україні, написану Галею Крук, Оленою Заславською, Оксаною Васьків, Євгенією Барановою, Оленою Рудою, Машею Проніною та Станіславою Орловською.

. . ."До антології увійшли есе і поезія семи авторів, чиї тексти розповідають про любов і зраду, вагітності і дітей, жінок та їх мучителів. Тут мова йде про гендерної проблематики, а точніше — гендерну насильство. Часом тексти переходять межі пристойності, але такі кроки завжди обумовлені увагою до іншого — іншому погляду, іншої історії, іншому підлозі. Ця увага до відмінностей є загальним місцем в текстах авторів антології «З жертв в ліквідатори», назва якої має присмак аварії на атомній станції «, — пише в анотації до книги редактор Любов Якимчук.

- Кампанія „Пробудження життя“. У жовтні 2011 року була проведена інформаційно-просвітницька кампанія „Пробудження життя“, спрямована на залучення уваги громадськості до проблем паліативної і госпісної допомоги в Україні. Кампанія була ініційована Літературним угрупуванням „СТАН“ за підтримки Міжнародного фонду „Відродження“. В рамках заходу поети, письменники, фотографи й художники об'єднали свої сили, щоб нагадати про людей, що потребують підтримки в останні дні свого життя.

. . .Інколи, за один день людина може зробити більше, ніж за все життя. Тому є багато прикладів з історії. Ми вважаємо, що дуже важливо розуміти цінність життя кожної людини, його унікальність і потенціал. Тяжкохворі люди — це совість суспільства, яку ми постійно намагаємося не помічати. (голова правління ЛУ „СТАН“ Ярослав Мінкин)
Оригінальний текст (рос.)
. . .Иногда, за один день человек может сделать больше, чем за всю жизнь. Тому есть много примеров из истории. Мы считаем, что очень важно понимать ценность жизни каждого человека, его уникальность и потенциал. Тяжелобольные люди — это совесть общества, которую мы постоянно пытаемся не замечать.

Місяць паліативною і госпісної допомоги в Луганську почався з інформаційних заходів за участю провідних фахівців в області паліативної допомоги, експертів з Міжнародного фонду „Відродження“ та Благодійного фонду імені Ю.Ененко. Координатор кампанії доступу до знеболювальних МФ „Відродження“ Надія Колеснікова спеціально прибула до Луганська, щоб розповісти про існуючі проблеми, пов'язані з паліативною допомогою, відповісти на питання преси та спробувати підштовхнути суспільство до пошуку рішень для поліпшення ситуації, як в Луганській області, так і в Україні у цілому. Для зміни відношення молоді до важко хворих людей і залучення студентів та школярів до роботи волонтерських організацій відбулася виставка соціально орієнтованої художньої фотографії „СТОП біль“. В рамках якої були представлені тематичні підбірки Анастасії Проніної, Інги Телеканової, Ольги Воронової, Тамари Євграфівни, Кирила Почтаренка і куратора виставки Олександри Черниш.

. . .Що нам смерть? Що для нас рак? Дивна тенденція розвивається сьогодні: у життя майже кожної людини проникає онкологія, забираючи рідних, близьких, знайомих. І якщо провести паралель з історією людства — це дуже схоже на війну. Тому ми, фотографи і художники, як військові репортери, готові вийти на амбразуру разом з тими, хто гине і бореться! Ми спробуємо відкрити не байдужим всю гостроту цієї проблеми не десь у світі, а зовсім поряд, „удома“, в нашому регіоні! Ми пропускаємо біль через наш розум і серце для того, щоб дати свою оцінку тому, що відбувається на невидимому фронті 21 століття!» (куратор виставки Олександра Черниш)
Оригінальний текст (рос.)
. . .Что нам смерть? Что для нас рак? Странная тенденция развивается на сегодняшний день: в жизнь почти каждого человека проникает онкология, забирая родных, близких, знакомых. И если провести параллель с историей человечества — это очень похоже на войну. Поэтому мы, фотографы и художники, как военные репортеры, готовы выйти на амбразуру вместе с теми, кто гибнет и борется! Мы попытаемся открыть не ведающим и равнодушным всю остроту этой проблемы не где-то в мире, а совсем рядом, «дома», в нашем регионе! Мы пропускаем боль через наш ум и сердце для того, чтобы дать свою оценку происходящему на невидимом фронте 21 века!" (куратор выставки Александра Черныш)

Підсилювачем просвітницького компонента кампанії «Пробудження життя» стали перегляди і обговорення фільмів «Waking life» Річарда Лінклейтера і «Усередині я танцюю» Демієна О'Доннелла.
- Семінар творчої молоді видавництва «Смолоскип» 2012 . У Ворзелі 4-9 травня 2012 року, відбувся черговий щорічний Семінар української творчої молоді, організований міжнародним благодійним фондом «Смолоскип», де пропонують певні теми для обговорення та займаються організацією круглих столів, дискусій, презентацій та ін. В межах Семінару представники ЛУ "СТАН"провели круглий стіл «Соціально орієнтоване мистецтво: за і проти»[49].

- Фестиваль сучасного мистецтва «Артодром». В травні 2012 року «СТАН» і To.pole Association (Краків, Польща) у партнерстві з Форумом видавців (Львів, Україна) і Rita Baum Association(Вроцлав, Польща) проводили міжнародний фестиваль сучасного мистецтва, метою якого була трансформація великого індустріального міста в сучасний арт-об'єкт. Художники та вуличні артисти спробували перетворити Луганськ на місто-комікс, взявши за основу роман письменника Сергія Жадана «Ворошиловград».

.
В рамках проекту польські художники Artur Wabik та Marcin Surma створили перший комікс на твір сучасного українського автора — «Ворошиловград».
- Кінофестиваль « Тридцять друге травня». У ніч з 3 на 4 червня 2012 року у Луганську пройшов IV Фестиваль соціальних юнацьких фільмів «Тридцять друге травня» − єдиний щорічний фестиваль кіно в Луганській області. Організаторами фестивалю виступили Луганський обласний дискусійний клуб інтелектуального кіно та Правозахисний центр «Поступ». Одним з інформаційних партнерів фестивалю виступила: арт-група «СТАН». Люди різного віку знову зібралися у Сквері Пам'яті, щоб із задоволенням зустріти літо просто неба, обговорити актуальні питання, пов'язані з насильством у сім'ї та захистом прав дитини.

.
- Форум грантодавців «Grantmakers East Forum 2012». З 19 по 21 вересня, в Сараєво відбувся форум грантодавців «Grantmakers East Forum 2012». В рамках форуму Україна була представлена експериментальним проектом «АРТОДРОМ». Поет, голова правління ЛУ «СТАН» Ярослав Мінкін, розповів європейським колегам про успішний досвід перетворення індустріального Луганська в сучасний арт-об'єкт.

.
- Молодіжний Форум Розмаїття у Луганську. 2 жовтня 2012 року у Луганську пройшов форум особливих виборців, який зібрав неформальну молодь, представників ЛГБТ-спільноти, активістів національних громад, журналістів та митців.

Організація Молодіжного Форуму була ініційована ЛУ «СТАН», що спрямувало свої сили на розв'язання соціяльних проблем українського суспільства. Захід був спрямований на посилення ролі меншин в прийнятті політичних рішень та привернення уваги політиків до соціальних проблем.
- Програма «TANDEM» у Стамбулі. З 1 по 4 листопада 2012 року у Стамбулі проходив фінал міжнародної програми обмінів менеджерів культури «TANDEM», що об'єднала організації з України, Молдови, Туреччини, Арабських країн і всього Євросоюзу. В рамках фінального заходу програми «TANDEM» Україна була представлена експериментальним проектом «АРТОДРОМ», реалізованим ЛУ «СТАН»[54].

.
- Соціально-культурна кампанія «Анестезія». 10 листопада 2012 року у Луганську відбулась мистецька акція «Анестезія» на підтримку паліативної медицини.

Головною подією кампанії став виступ українського поета і письменника Сергія Жадана, гурту «Ойра» та Андрія Кириченка на захист права невиліковно хворих людей на доступне знеболення.
Кампанія відбулась за підтримки Міжнародного Фонду «Відродження».

. . .Після того, власне, як дізнався про цю ініціативу, я почав спілкуватися зі своїми
родичами, знайомими… Виявляється, що багато хто реально стикався з цією проблемою.
У когось померли родичі від раку, сусіди. Дуже часто це було у страшних муках. Ось така звичайна річ, здається, а ми цього не помічаємо. (письменник Сергій Жадан)

В рамках кампанії було видано антологію соціальної поезії «Анестезія: поети проти болю», у яку увійшли поети з України, Литви та Латвії: Сергій Жадан, Олена Заславська, Олег Короташ, Ярослав Мінкін, Олена Руда, Мирослав Лаюк, а також Дайнюс Гінталас і Володимир Федоров.

## Міжнародна співпраця
«СТАН» входить в міжнародну мережу менеджерів культури Tandem Network, що об'єднує близько 100 організацій з України, Молдови, Туреччини, Єгипту, Сирії та країн Європейського Союзу, а також є членом Української мережі культури.